# النزهة (الظهار)

تعديل مصدري - تعديل

النزهة  هي إحدى حارات حي الظهار بمدينة إب اليمنية، بلغ تعداد سكانها 1576 نسمة حسب تعداد اليمن لعام 2004.